# Большемаресевское сельское поселение
Большемаресевское се́льское поселе́ние — муниципальное образование в Чамзинском районе Мордовии Российской Федерации.
Административный центр — село Большое Маресево.

## История
Статус и границы сельского поселения установлены Законом Республики Мордовия от 28 декабря 2004 года № 128-З  «Об установлении границ муниципальных образований Чамзинского муниципального района, Чамзинского муниципального района и наделении их статусом сельского поселения, городского поселения и муниципального района».
Законом от 17 мая 2018 года N 52-З, Мокшалейское сельское поселение и одноимённый сельсовет были упразднены, а входившие в их состав населённые пункты (сёла Мокшалей и Пянгелей и посёлок Красный Воин) были включены в состав Большемаресевского сельского поселения и сельсовета с административным центром в селе Большое Маресево.

## Население
| 2002 | 2010 | 2012  | 2013  | 2014  | 2015 | 2016 |
| ---- | ---- | ----- | ----- | ----- | ---- | ---- |
| 903  | ↘753 | ↗769  | ↗812  | ↘811  | ↗850 | ↗858 |
| 2017 | 2018 | 2019  | 2020  | 2021  |      |      |
| ↗891 | ↗892 | ↗1290 | ↘1278 | ↗1435 |      |      |

## Состав сельского поселения
| № | Населённый пункт | Тип населённого пункта       | Население |
| - | ---------------- | ---------------------------- | --------- |
| 1 | Большое Маресево | село, административный центр | ↘727      |
| 2 | Красный Воин     | посёлок                      | ↘1        |
| 3 | Мокшалей         | село                         | ↘422      |
| 4 | Огаревка         | деревня                      | ↘10       |
| 5 | Пянгелей         | село                         | ↘72       |
| 6 | Сырятино         | село                         | ↘16       |